# ナジェージダ・リムスカヤ＝コルサコヴァ
ナジェージダ・ニコラーイェヴナ・リームスカヤ＝コールサコヴァ（ロシア語: Надежда Николаевна Римская-Корсакова, ラテン文字転写: Nadezhda Nikolaevna Rimskaya-Korsakova  発音, 1848年10月19日 – 1919年5月24日）は、ロシア帝国のピアニスト・作曲家。ニコライ・リムスキー＝コルサコフと結婚して、後の音楽学者、アンドレイ・リムスキー＝コルサコフを産んだ。

## 生涯

### 生い立ち
本名はナジェージダ・ニコラーエヴナ・プルゴリト（Надежда Николаевна Пургольд / Nadežda Nikolaevna Purgol'd）といい、サンクトペテルブルクに3人姉妹の末っ子として生まれた。9歳でピアノを始め、ペテルブルク音楽院に進んでアントン・ゲルケに師事し、研鑽を積む。そのほかに音楽院では、音楽理論をニコライ・ザレンバに、作曲と管弦楽法をニコライ・リムスキー＝コルサコフに師事したが、卒業はしなかった。1860年代から1870年代にかけてアレクサンドル・ダルゴムイシスキー邸の夜の演奏会でピアノを弾き、ダルゴムイシスキー本人のほかに、モデスト・ムソルグスキーやアレクサンドル・ボロディンと親交を結んだ。ムソルグスキーは、ナジェージダとその姉アレクサンドラに好意を寄せて、この二人に近づくようになり、ナジェージダを「我々のオーケストラ」と呼んだ
。自宅の集会でも演奏し、ミリイ・バラキレフや、「五人組」のその他の同人の作品を披露した。中でも「五人組」と一緒に演奏したのが、ムソルグスキーの歌劇《結婚》 や《ボリス・ゴドノフ》のほか、リムスキー＝コルサコフの《プシコフの娘》であった。

### 結婚
ナジェージダは、1868年の春にリムスキー＝コルサコフに見染められる。初めて知り合って間もなくリムスキー＝コルサコフは歌曲を1つ創ってナジェージダに捧げた。また、サンクトペテルブルクのプルゴリト邸だけでなく、プルゴリト家の避暑地ルィエスノフの別荘にも足繁く訪れている。ナジェージダもリムスキー＝コルサコフに温かく穏やかな人となりを認めた。1871年12月に婚約し、1872年7月に二人は晴れて結婚した。新郎の付添役はムソルグスキーだった。新郎新婦は仲睦まじく、ゆくゆくは7人の子供を儲けることになる。
ナジェージダは、クララ・シューマンが夫に対してそうだったように、家庭内の伴侶であると同時に、音楽面でも協力者だった。美しく、聡明で、強い意志を持ち、結婚当時は夫よりも音楽面ではるかに特訓されていたナジェージダは、夫の作品の優秀だがうるさ型の批評家だった。作品の題材において夫への影響があまりにも強かったために、バラキレフやスターソフは、ナジェージダのせいでリムスキー＝コルサコフが、自分たち「五人組」の音楽的な好みから、道を踏み外してしまわないかと訝しむほどだった。結婚後のナジェージダは、次第に作曲を諦めるようになったが、それでもリムスキー＝コルサコフの最初の3つの歌劇は、かなりナジェージダの影響が認められる。彼女は夫に協力して、リハーサルに出席し、校閲し、夫やそれ以外の作曲家の作品を編曲した。ナジェージダがニコライ・ゴーゴリの作品に熱狂すると、夫やその友人たちの楽曲にも影響するようになった。まだ婚約中のある日に、二人はゴーゴリの短編小説『五月の夜、または溺れた娘』を一緒に読んでいた。その後ナジェージダはリムスキー＝コルサコフに、『五月の夜』を原作に歌劇を作曲するよう提案した。それから1･2週間すると、彼女は未来の花婿に手紙で次のように書き送っている。曰く、「まだもう一つのゴーゴリの小説を読んでいます。今日のは『ソロチンスクの市』です。これも良い作品ですし、オペラに打ってつけでもあるでしょう。でも、“貴方”のにではありません。いずれにせよ、『五月の夜』とは別物です。私の頭はそいつに釘付けで、そいつときたら、どうしても頭の中から離れようとはしてくれないのです。」当時ムソルグスキーに『ソロチンスクの市』のオペラ化を提案したのは、彼女か、さもなくば姉のアレクサンドラであったろう。ムソルグスキーは当時は取り組まなかったのだが、2年ほどして考え直したのであった。
ナジェージダは、リムスキー＝コルサコフの社会生活においても非常に目立つ存在で、主婦としても演奏家としても、リムスキー＝コルサコフ邸の集会を切り盛りした。ある夜の席で、ピョートル・チャイコフスキーが自作の《「小ロシア」交響曲》の終楽章を披露すると、ナジェージダはそれを聞き終えてから、涙ながらに作曲者に、自分にその編曲を任せてくれないかと訴えるのだった。運悪く病気に邪魔されたために、結局チャイコフスキー自身が《小ロシア》を編曲することになった。
アレクサンドル・グラズノフは、自作の《ピアノソナタ第1番》作品74(1901年)をナジェージダに献呈した。

### 明け透けさ
後年は夫と同じく、ナジェージダも音楽観があまり進歩的でなくなり、娘婿のマクシミリアン・シテインベルクに比べてイーゴリ・ストラヴィンスキーは頼りないと評価した。目に見えて物事に無神経になっていたのかもしれない。後にストラヴィンスキーは、リムスキー＝コルサコフの葬儀で起こったある出来事について、次のように記している。
| 「 | 記憶力がある限り、リムスキーが埋葬された場面を僕は忘れないだろう。彼の見た目がとても美しかったので、僕は涙をこらえることができなかった。リムスキーの未亡人ときたら、僕を見て、近寄ってきて言ったんだ。『何がそんなに悲しいの？私たちにはグラズノフがいるでしょ』。こんなに惨い言葉は聞いたことがないし、あの時ほどに憎悪を感じた言葉は二度となかった。 | 」 |

彼女が物怖じせずに心の内を明かしたのは、これが初めてではなかった。夫に関することには非常に忠実だった。アントン・ルビンシテインが1887年にペテルブルク音楽院院長職に返り咲いて、ロシア人教授に代わって外国人教授を抜擢するようになると、ウラディーミル・スターソフは、「偉大な支配者様」に向かってリムスキー＝コルサコフにひれ伏させるという考えに憤慨した。スターソフは、リムスキー＝コルサコフ宛てに「連中と音楽院やルビンシテインとの関係は中央集権的だ（しかもツェーザリ・キュイに便乗すれば、完全な変節だ）」と書き送ったことをバラキレフに打ち明けている。スターソフの手紙が届いた時、リムスキー＝コルサコフはボロディンの遺作の歌劇《イーゴリ公》の仕上げに励んでいるところだった。返信はナジェージダが買って出た。
| 「 | あなたの勇み足の毒舌は、お門違いで、噴飯ものですらあります……。他人について書く前に、事実調べをなさい。何の権利があって、宅の基本行動を変節などと疑うのでしょう？ 善人にはどうにも分かりません。宅についての誹謗中傷をあなたに御注進する件の輩のために、宅を否定して叱りつけておいでのご様子。日常のあらゆる状況において、宅が気高く、誇り高く振る舞うことができるように、誰からも宅が指図されないことを望みますわ。なぜなら、彼には彼なりに充分に気位や知性が備わっているのですから。 | 」 |

リムスキー＝コルサコフが1908年に歿するや否や、ナジェージダは夫の著作物や楽曲についての遺言執行者となった。そこには、遺作となった亡夫の著作や楽曲の校正と出版という、かなりの仕事も含まれていた。自叙伝『わが音楽の生涯』や論文集、楽譜、友人たちとの往復書簡などがその対象だった。ナジェージダは、夫の遺産の保管に余生を捧げ、ロシア・バレエ団が《シェヘラザード》や《金鶏》をバレエ化した際には、セルゲイ・ディアギレフに抗議している。

### 最期
夫の死から11年後、ナジェージダはロシア革命後のペトログラードにおいて、天然痘により息を引き取った。70歳だった。彼女はノヴォデヴィチ女子修道院の墓地の夫の隣に埋葬されたが、1936年にアレクサンドル・ネフスキー大修道院のチフヴィン墓地に、夫と共に改葬された。同墓地には五人組の他に、チャイコフスキーとグラズノフも埋葬されている。
歿後は息子アンドレイが亡母の尽力を受け継ぎ、亡父の生涯や作品について、複数の巻に及ぶ研究書を執筆している。

## 創作

### 作曲
ゴーゴリによる交響的絵画《魔法にかかった土地（ロシア語: Заколдванное мест）》や、歌劇《真夏の夜》のボーカルスコア、ピアノ曲や歌曲の自筆譜が現存する。《魔法にかかった土地》が完成したのは結婚の1･2週間前のことだが、楽器配置を実施したのは翌年になってからである。リムスキー＝コルサコフと結婚してからは作曲を止めた。夫の作品との好意的でない比較一部は原因があろうが、身内の反応にも原因はあるかもしれない。

### 編曲
オーケストラ用の総譜の簡約化の仕方はダルゴムイシスキーに教わっている。ナジェージダは、簡約編曲の作業に才能や適性を見せており、それらを大いに利用して編曲した。彼女の（ピアノ4手用の）編曲は、ダルゴムイシスキーやリムスキー＝コルサコフだけでなく、チャイコフスキーやボロディン、グラズノフまでを取り上げている。歌劇の編曲では、リムスキー＝コルサコフの《プスコフの娘》や《女貴族ヴェラ・シェロガ》のボーカルスコアや、夫やグラズノフとの合作による、ボロディンの《イーゴリ公》のボーカルスコアといった例がある。

### 著作関連
ナジェージダ・リムスカヤ＝コルサコヴァは、ダルゴムイシスキーの2巻の回想録を出版し、またムソルグスキーの言行録を書き遺し、夫の自叙伝『わが音楽の生涯』を校訂している。

## 註記
1. 1 2 3 4 5 6 7 8 9 10  Brown, Malcolm Hamrick, ed. Julie Anne Sadie and Rhian Samuel, The Norton/Grove Dictionary of Women Composers (New York and London: W.W. Norton & Company, 1995), 391.
2. 1 2 3 4 5 6 7  Rimsky-Korsakov, Preface xxxix.
3. ↑  Brown, David, The Master Musicians: Mussorgsky, His Life and Works (Oxford and New York: Oxford University Press, 2002), 195.
4. ↑  Brown, Mussorgsky, 109.
5. ↑  Brown, Mussorgsky, 206-207.
6. ↑  Rimsky-Korsakov, 96.
7. ↑  Diary entry for September 10, 1870, as quoted in Orlova, Alexandra, Mussorgsky's Works and Days: a Biography in Documents (Bloomington and Indianapolis, 1983), 202-203.
8. ↑  Rimsky-Korsakov, 125.
9. 1 2 3  Abraham, Gerald, ed. Stankey Sadie, The New Grove Dictionary of Music and Musicians, 20 vols. (London: MacMillian, 1980), vol. 16, 28-29.
10. ↑  Brown, David, Mussorgsky, 213.
11. ↑  Frovola-Walker, New Grove (2001), 21:401.
12. 1 2 3  Neff, 423.
13. 1 2 3 4 5 6  Calvocoresssi, M.D. and Gerald Abraham, Masters of Russian Music (New York: Tudor Publishing Company, 1944), 360.
14. ↑  Rimsky-Korsakov, 147.
15. 1 2  Brown, David, Tchaikovsky: The Early Years, 1840-1874 (New York, W.W. Norton & Company, Inc., 1978), 255
16. ↑  Brown, Tchaikovsky: The Early Years, 256
17. ↑  White, 13.
18. ↑  Balakirev and Stasov, Perepiska, 2:105.
19. ↑  Orlova, Alexandra and V.N. Rimsky-Korsakov.
20. ↑  Rimsky-Korsakov, 320 ft.
21. ↑  Rimsky-Korsakov, 290.